# Alpha Volantis
α Volantis (Alpha Volantis, kurz  α  Vol) ist ein für das bloße Auge matt weißlich schimmernder Stern des nur am Südhimmel sichtbaren Sternbilds Fliegender Fisch. Entgegen der üblichen Konvention, dass der Stern „Alpha“ den hellsten Stern eines Sternbilds bezeichnet, ist Alpha Volantis nur der fünfthellste Stern im Fliegenden Fisch. Er besitzt eine scheinbare Helligkeit von 4,00m und ist nach Parallaxen-Messungen der Raumsonde Gaia etwa 126 Lichtjahre von der Erde entfernt.
Spektroskopische Untersuchungen zeigten, dass α Volantis ein sehr enges Doppelstern-System ist. Erst im Jahr 2010 gelang mit Hilfe von Speckle-Interferometrie die erste befriedigende Beobachtung der getrennten Komponenten. Damals betrug ihr Winkelabstand 0,0318 Bogensekunden entlang eines Positionswinkels von 286,9°. Der Hauptstern ist 4,7m hell, sein Begleiter nur um 0,1m schwächer. Die Umlaufzeit der beiden Sterne umeinander beträgt etwa 238 Tage.
Die Hauptkomponente von α Volantis wird als Am-Stern klassifiziert und der Spektralklasse kA3hA5mA5 V zugerechnet. Diese Bezeichnung bedeutet, dass das Spektrum des Sterns die schwache  Kalzium II K-Linie eines A3-Sterns sowie die Wasserstoff- und Metalllinien eines A5-Sterns zeigt. Seine Masse wird auf 1,87 Sonnenmassen und sein Durchmesser auf etwa 1,9 Sonnendurchmesser geschätzt. 1992 wurde ein Infrarotexzess in der Strahlung des Sterns registriert. Dies deutet darauf hin, dass α Volantis von einer zirkumstellaren Staubscheibe umgeben ist. Spätere Beobachtungen bestätigten die Entdeckung dieser Staubscheibe allerdings nicht.